# أليخاندرا غارزا
أليخاندرا غارزا (بالإسبانية: Alejandra Garza)‏ هي رباعة مكسيكية، ولدت في 1 أغسطس 1991.

## وصلات خارجية
- أليخاندرا غارزا على موقع أوليمبيديا (الإنجليزية)